# Héctor Castro
Héctor Castro (ur. 29 listopada 1904 w Montevideo, zm. 15 września 1960 tamże) – urugwajski piłkarz, który występował na pozycji napastnika, trener piłkarski. Mistrz świata z roku 1930.
Castro we wczesnej młodości stracił w wypadku prawą rękę, nie przeszkodziło mu to zostać piłkarzem klasy reprezentacyjnej. Nazywano go El Divino Manco (Cudowny Jednoręki). Z reprezentacją wywalczył złoty medal IO 28 oraz dwa tytuły mistrza Ameryki Południowej.
Najważniejszym reprezentacyjnym triumfem Castro jest zwycięstwo w premierowym turnieju finałowym MŚ. Castro zagrał jedynie w dwóch meczach, ale zdążył zapisać się w historii MŚ. Jego zwycięski gol w meczu z Peru był nie tylko pierwszym trafieniem Urugwaju w finałach, ale także historyczną, pierwszą bramką zdobytą w oficjalnym meczu na Estadio Centenario. Drugą bramkę Castro zdobył w zwycięskim (4:2) finale z Argentyną.
Był także trzykrotnym mistrzem Urugwaju z Nacionalem (1924, 1933, 1934), karierę piłkarską zakończył w 1936 z klubowym bilansem 145 goli w 231 spotkaniach. Przez wiele lat był trenerem Nacionalu (6 tytułów mistrzowskich w latach 1940–1952).

## UWAGI
1. ↑  Łączny bilans gry dla Club Nacional z lat 1923–1936.